# Gepulste neuronale Netze
Gepulste neuronale Netze (kurz: SNN, englisch: Spiking neural networks) sind eine Variante künstlicher neuronaler Netzwerke, die näher an biologischen neuronalen Netzen sind als beispielsweise das mehrlagige Perzeptron.
Gepulste neuronale Netze werden auch als Netze der dritten Generation bezeichnet.
Das erste wissenschaftliche Modell von gepulsten neuronalen Netzen wurde 1952 von Alan Lloyd Hodgkin und Andrew Huxley eingeführt. Dieses Modell beschreibt, wie Aktionspotentiale starten und durch das Netz propagiert werden. Die Pulse werden im Allgemeinen jedoch nicht direkt von Neuron zu Neuron weitergeleitet, sondern über chemische Substanzen (sogenannte Neurotransmitter) im synaptischen Spalt. Die Komplexität und Vielfalt biologischer Neuronen haben zu einigen Neuronenmodellen geführt:  Das Integrate-and-Fire-Neuron (1907), das FitzHugh-Nagumo-Modell (1961–1962) und das Hindmarsh-Rose-Modell (1984).
Aus Sicht der Informationstheorie ist ein Modell gesucht, das erklärt, wie Informationen durch Pulse codiert und decodiert werden. So ist beispielsweise nicht abschließend geklärt, ob die Informationen durch die Feuerrate oder durch eine zeitliche Codierung übertragen werden.

## Anwendungen
Gepulste neuronale Netze wurden im SpiNNaker-Projekt von der University of Manchester im Zuge des Human Brain Projects eingesetzt.
Gepulste neuronale Netze können zur Modellierung biologischer neuronaler Netze verwendet werden.